# Makoto Kobayashi (physicien)
Pour les articles homonymes, voir Makoto Kobayashi.
Makoto Kobayashi (小林 誠, Kobayashi Makoto, né le 7 avril 1944 à Nagoya, Japon) est un physicien connu pour ses travaux sur la violation de la symétrie CP. Il est co-lauréat avec Toshihide Maskawa de la moitié du prix Nobel de physique de 2008.

## Biographie
En 1985, il reçoit le prestigieux prix Sakurai. 
Son article « CP Violation in the Renormalizable Theory of Weak Interaction » écrit avec Toshihide Maskawa en 1973 est le troisième article de physique sur les hautes énergies le plus cité (état 2006). La matrice CKM, qui définit les paramètres de mélange entre les quarks est le résultat de leurs travaux. La postulation de la matrice CKM implique l'existence d'une troisième famille de quarks, expérimentalement confirmée quatre ans plus tard par la découverte du quark bottom.
Il est co-lauréat avec Toshihide Maskawa du prix Nobel de physique de 2008 (l'autre moitié a été remise à Yoichiro Nambu) « pour la découverte de l'origine de la brisure de symétrie qui prédit l'existence d'au moins trois familles de quarks dans la nature ».